# Louverné
Louverné és un municipi francès situat al departament de Mayenne i a la regió de País del Loira. L'any 2007 tenia 3.721 habitants.

## Demografia

### Població
El 2007 la població de fet de Louverné era de 3.721 persones. Hi havia 1.372 famílies de les quals 262 eren unipersonals (90 homes vivint sols i 172 dones vivint soles), 469 parelles sense fills, 573 parelles amb fills i 68 famílies monoparentals amb fills.
La població ha evolucionat segons el següent gràfic:
Habitants censats

### Habitatges
El 2007 hi havia 1.502 habitatges, 1.390 eren l'habitatge principal de la família, 3 eren segones residències i 109 estaven desocupats. 1.292 eren cases i 208 eren apartaments. Dels 1.390 habitatges principals, 1.063 estaven ocupats pels seus propietaris, 318 estaven llogats i ocupats pels llogaters i 10 estaven cedits a títol gratuït; 5 tenien una cambra, 72 en tenien dues, 159 en tenien tres, 350 en tenien quatre i 803 en tenien cinc o més. 1.136 habitatges disposaven pel capbaix d'una plaça de pàrquing. A 521 habitatges hi havia un automòbil i a 778 n'hi havia dos o més.

### Piràmide de població
La piràmide de població per edats i sexe el 2009 era:
| Homes | Edats   | Dones |
| ----- | ------- | ----- |
| 0     | 95 o +  | 4     |
| 4     | 90 a 94 | 0     |
| 4     | 85 a 89 | 20    |
| 16    | 80 a 84 | 16    |
| 36    | 75 a 79 | 36    |
| 24    | 70 a 74 | 40    |
| 56    | 65 a 69 | 64    |
| 84    | 60 a 64 | 64    |
| 52    | 55 a 59 | 84    |
| 120   | 50 a 54 | 116   |
| 104   | 45 a 49 | 92    |
| 116   | 40 a 44 | 140   |
| 120   | 35 a 39 | 112   |
| 116   | 30 a 34 | 124   |
| 100   | 25 a 29 | 100   |
| 84    | 20 a 24 | 40    |
| 92    | 15 a 19 | 88    |
| 140   | 10 a 14 | 80    |
| 128   | 5 a 9   | 96    |
| 76    | 0 a 4   | 80    |

## Economia
El 2007 la població en edat de treballar era de 2.388 persones, 1.836 eren actives i 552 eren inactives. De les 1.836 persones actives 1.742 estaven ocupades (917 homes i 825 dones) i 94 estaven aturades (42 homes i 52 dones). De les 552 persones inactives 232 estaven jubilades, 213 estaven estudiant i 107 estaven classificades com a «altres inactius».

### Ingressos
El 2009 a Louverné hi havia 1.513 unitats fiscals que integraven 4.001,5 persones, la mediana anual d'ingressos fiscals per persona era de 18.590 €.

### Activitats econòmiques
Dels 189 establiments que hi havia el 2007, 1 era d'una empresa extractiva, 3 d'empreses alimentàries, 10 d'empreses de fabricació d'altres productes industrials, 20 d'empreses de construcció, 22 d'empreses de comerç i reparació d'automòbils, 12 d'empreses de transport, 4 d'empreses d'hostatgeria i restauració, 2 d'empreses d'informació i comunicació, 10 d'empreses financeres, 5 d'empreses immobiliàries, 73 d'empreses de serveis, 18 d'entitats de l'administració pública i 9 d'empreses classificades com a «altres activitats de serveis».
Dels 30 establiments de servei als particulars que hi havia el 2009, 1 era una oficina de correu, 2 oficines bancàries, 5 tallers de reparació d'automòbils i de material agrícola, 1 autoescola, 5 paletes, 2 guixaires pintors, 3 fusteries, 1 lampisteria, 3 electricistes, 1 empresa de construcció, 4 perruqueries, 1 restaurant i 1 saló de bellesa.
Dels 9 establiments comercials que hi havia el 2009, 1 era un supermercat, 1 una botiga de menys de 120 m², 3 fleques, 2 botigues de roba, 1 una botiga de material esportiu i 1 una floristeria.
L'any 2000 a Louverné hi havia 45 explotacions agrícoles que ocupaven un total de 1.140 hectàrees.

## Equipaments sanitaris i escolars
L'únic equipament sanitari que hi havia el 2009 era una farmàcia.
El 2009 hi havia 1 escola maternal i 2 escoles elementals.

## Poblacions més properes
El següent diagrama mostra les poblacions més properes.